# Shana Feste
Shana Feste (* 28. August 1976 in Los Angeles, Kalifornien) ist eine US-amerikanische Regisseurin und Drehbuchautorin.

## Leben und Wirken
Shana Feste absolvierte den Studiengang Drehbuch an der University of Texas at Austin. Mit Zeit der Trauer gab sie 2009 ihr Regiedebüt.

## Filmografie (Auswahl)
Als Regisseurin und Drehbuchautorin
- 2009: Zeit der Trauer (The Greatest)
- 2010: Country Strong
- 2014: Endless Love
- 2014: Das Glück an meiner Seite (You’re Not You, nur Drehbuch)
- 2018: Zwischenstation (Boundaries)
- 2020: Renn, Liebling, Renn (Run Sweetheart Run, auch Produktion)